# St. Lambertus und Sebastian (Krombach)

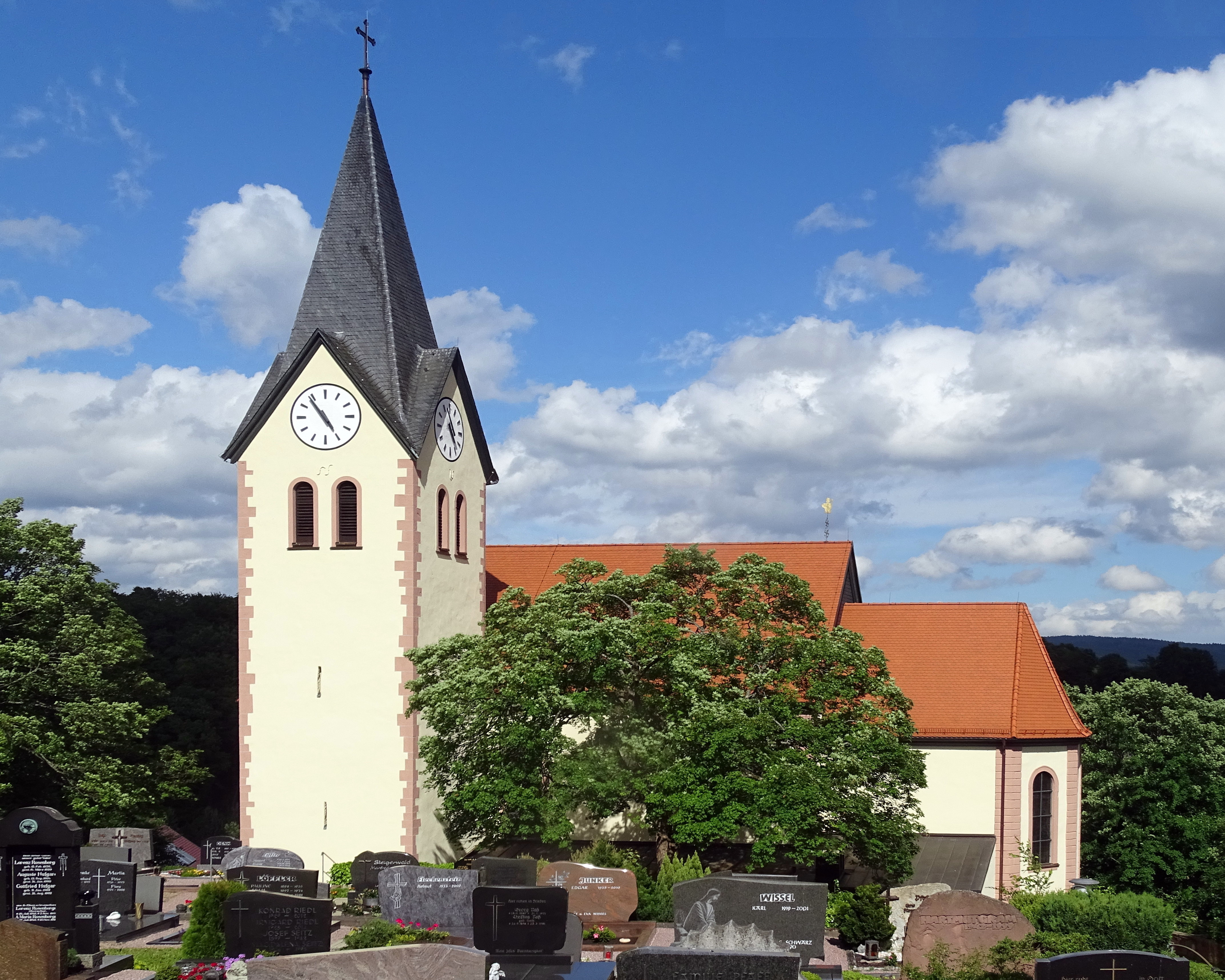
St. Lambertus und Sebastian (Krombach)

Die römisch-katholische, denkmalgeschützte Pfarrkirche St. Lambertus und  Sebastian steht in Krombach, einer Gemeinde im Landkreis Aschaffenburg (Unterfranken, Bayern). Das Bauwerk ist unter der Denkmalnummer D-6-71-138-15 als Baudenkmal in der Bayerischen Denkmalliste eingetragen. Die Pfarrei gehört zur Pfarreiengemeinschaft Christus Immanuel (Krombach) im Dekanat Alzenau des Bistums Würzburg.

## Beschreibung
Die Saalkirche wurde 1737–44 erbaut und 1751 eingeweiht. Sie besteht aus einem Langhaus, einem eingezogenen, dreiseitig geschlossenen Chor im Süden und einem Kirchturm an der Westwand des Langhauses. Die unteren Geschosse des Kirchturms sind mittelalterlich. Nach einem Brand wurde er 1867 um ein Geschoss aufgestockt, das hinter den Klangarkaden den Glockenstuhl beherbergt und darüber im Bereich des Giebels die Turmuhr. 1868 wurde ihm ein spitzer Helm aufgesetzt. Die Kirchenausstattung ist neobarock bis auf ein Marienbildnis vom Anfang des 17. Jahrhunderts. Die Orgel mit 21 Registern und 2 Manualen wurde 1979 von G. F. Steinmeyer & Co. gebaut.